# 嚴用和
嚴用和，字子禮，廬山（今屬江西）人。南宋醫學家。他主張結合時宜治療疾病，反對套用古方。撰有《濟生方》（又名《嚴氏濟生方》）十卷，有醫論70篇，方約400首，成書於公元1253年（南宋寶祐元年）。其後他又於公元1267年（咸淳三年）寫成《濟生續方》，收錄前書未有的醫論24篇，方90首。

## 外部連結
- 濟生方 （页面存档备份，存于） 中藥方劑像數據庫  (香港浸會大學中醫藥學院) （中文）（英文）
- 重訂嚴氏濟生方 （页面存档备份，存于） 中藥方劑像數據庫  (香港浸會大學中醫藥學院) （中文）（英文）